# Bolbonectes occidentalis
Bolbonectes occidentalis is een keversoort uit de familie Coptoclavidae. De wetenschappelijke naam van de soort is voor het eerst geldig gepubliceerd in 1993 door Ponomarenko.